# Micrempis minuta
Micrempis minuta är en tvåvingeart som först beskrevs av Axel Leonard Melander 1902.  Micrempis minuta ingår i släktet Micrempis och familjen puckeldansflugor.
Artens utbredningsområde är New Mexico. Inga underarter finns listade i Catalogue of Life.